# Ielyzaveta Iasko
 (avril 2021).
Si vous disposez d'ouvrages ou d'articles de référence ou si vous connaissez des sites web de qualité traitant du thème abordé ici, merci de compléter l'article en donnant les références utiles à sa vérifiabilité et en les liant à la section « Notes et références ».
 (avril 2021).
La mise en forme du texte ne suit pas les recommandations de Wikipédia : il faut le « wikifier ».
Les points d'amélioration suivants sont les cas les plus fréquents :
- Les titres sont pré-formatés par le logiciel. Ils ne sont ni en capitales, ni en gras.
- Le texte ne doit pas être écrit en capitales (les noms de famille non plus), ni en gras, ni en italique, ni en « petit »…
- Le gras n'est utilisé que pour surligner le titre de l'article dans l'introduction, une seule fois.
- L'italique est rarement utilisé : mots en langue étrangère, titres d'œuvres, noms de bateaux, etc.
- Les citations ne sont pas en italique mais en corps de texte normal. Elles sont entourées par des guillemets français : « et ».
- Les listes à puces sont à éviter, des paragraphes rédigés étant largement préférés. Les tableaux sont à réserver à la présentation de données structurées (résultats, etc.).
- Les appels de note de bas de page (petits chiffres en exposant, introduits par l'outil «  Source ») sont à placer entre la fin de phrase et le point final[comme ça].
- Les liens internes (vers d'autres articles de Wikipédia) sont à choisir avec parcimonie. Créez des liens vers des articles approfondissant le sujet. Les termes génériques sans rapport avec le sujet sont à éviter, ainsi que les répétitions de liens vers un même terme.
- Les liens externes sont à placer uniquement dans une section « Liens externes », à la fin de l'article. Ces liens sont à choisir avec parcimonie suivant les règles définies. Si un lien sert de source à l'article, son insertion dans le texte est à faire par les notes de bas de page.
- La présentation des références doit suivre les conventions bibliographiques. Il est recommandé d'utiliser les modèles {{Ouvrage}}, {{Chapitre}}, {{Article}}, {{Lien web}} et/ou {{Bibliographie}}. Le mode d'édition visuel peut mettre en forme automatiquement les références.
- Insérer une infobox (cadre d'informations à droite) n'est pas obligatoire pour parachever la mise en page.

Pour une aide détaillée, merci de consulter Aide:Wikification.
Si vous pensez que ces points ont été résolus, vous pouvez retirer ce bandeau et améliorer la mise en forme d'un autre article.
 (mai 2021).
Ielyzaveta Oleksiïvna Iasko, en ukrainien : Єлизавета Олексіївна Ясько, née le 17 octobre 1990 à Kyiv) est une députée ukrainienne, experte en affaires culturelles, et productrice de films documentaires.
Elle est députée de la Rada suprême d’Ukraine, membre du Comité de la Rada sur la politique étrangère et la coopération interparlementaire, et présidente du Sous-Comité sur la coopération interparlementaire et les relations bilatérales et multilatérales.
Entre septembre 2019 et janvier 2021 Ielyzaveta Iasko est présidente de la Délégation ukrainienne à l’Assemblée parlementaire du Conseil de l’Europe.
Elle est productrice du film documentaire « La Crimée : le secret inavouable de la Russie », et fondatrice de Yellow Blue Strategy.

## Biographie

### Éducation
Entre 2008 et 2012, Ielyzaveta Iasko étudie à la Faculté de Philosophie de l’Université nationale Taras-Chevtchenko de Kiev, et obtient une licence en sciences politiques.
En 2014 elle obtient un master en sciences politiques de l’Université nationale Taras-Chevtchenko de Kiev.
Entre 2013 et 2014, Ielyzaveta Iasko participe à un échange universitaire de l’Université nationale Taras-Chevtchenko de Kiev, pendant lequel elle étudie à l’Université d’État de Moscou.
Entre 2016 et 2017 Ielyzaveta Iasko étudie à l’Université d’Oxford, au Blavatnik School of Government. Elle devient la première ukrainienne diplômée d’un master du Blavatnik School of Government. Pendant sa formation à Oxford, elle est présidente de l’Association ukrainienne de l’Université d’Oxford.

### Carrière professionnelle
Entre 2011 et 2011, Ielyzaveta Iasko réalise un stage au sein du Comité sur la culture et la spiritualité, et le Centre européen de soutien à l’information sous le Comité de la Rada sur l’intégration européenne.
Entre 2013 et 2016 elle est membre de groupes de travail sur le développement des réformes dans le secteur culturel, avec la participation de plusieurs organisations publiques et figures politiques.
De 2014 à 2016 elle travaille comme chef de projet chez l’agence de communications stratégiques CFC Consulting, et elle travaille aussi chez Ukraine Crisis Media Centre et au sein de l’équipe de communications stratégiques de l’administration présidentielle de l’Ukraine. Ielyzaveta Iasko est directeur exécutive de la campagne musicale « Témoin », en souvenir du 75ième anniversaire de la tragédie de Babi Yar. La campagne gagne le premier prix de l’histoire de l’Ukraine au Festival international de la créativité de Cannes. De plus, elle est directrice exécutive de la campagne ukrainienne à l’approche du référendum « Hop Nederland Hop » aux Pays-Bas sur l’Accord d’association entre l’Ukraine et l’UE.  Elle coordonne le projet multimédia « ONU Cent », qui est présenté par la Délégation ukrainienne à l’Assemblée générale de l’ONU à New York aux leaders mondiaux entre 2014 et 2015.
En 2017, Ielyzaveta Iasko travaille dans le département du Numérique, de la Culture, des Médias et du Sport au Royaume-Uni. Elle fait des recherches et développe des politiques gouvernementales pour améliorer l’accès à l’éducation dans le secteur des arts pour les populations vulnérables au Royaume-Uni.
À son retour en Ukraine, elle fonde l’initiative Yellow Blue Strategy, qui met en œuvre des projets culturaux et éducatifs dans les sphères de la diplomatie culturelle, de la politique du bien-être, des opportunités de formation à l’étranger et du développement économique de l’Ukraine. Yellow Blue Strategy produit également des films documentaires en collaboration avec Clover Films.
Ielyzaveta Iasko travaille comme productrice du film « La Crimée : le secret inavouable de la Russie », qui est diffusé à la télévision sur la chaîne Aljazeera en 2019. Le film est également diffusé en Ukraine. Elle travaille comme productrice d’une série de documentaires sur l’histoire du KGB, qui sont diffusés sur les chaînes européennes ZDF et ARTE.
En 2018, Ielyzaveta Iasko développe une start-up et devient vice-présidente pour l’impact positif sur la société et pour les relations externes chez YOUNK, le premier label musical qui se base sur la technologie des chaînes de blocs.
En 2019 elle est invitée à donner des cours magistraux sur la diplomatie culturelle et les stratégies de communication de l’Ukraine à l’Université catholique ukrainienne.

### Carrière politique
Depuis août 2019, Ielyzaveta Iasko est députée de la Rada d’Ukraine, élue dans les élections parlementaires du 21 juillet 2019, et elle fait partie de « Slouha Narodou » (Serviteur du Peuple).
Elle est membre du Comité du Rada sur la politique étrangère et la coopération interparlementaire, présidente du Sous-Comité sur la coopération interparlementaire et les relations bilatérales et multilatérales, et membre permanente de le Délégation ukrainienne à l’Assemblée parlementaire du Conseil de l’Europe.
Elle est membre de la Commission du dépouillement de la Rada.
Chef du groupe parlementaire multipartite « Ukraine heureuse », dont le but est de soutenir le développement d’une société heureuse en Ukraine. Ce GPM réunit les efforts des autorités publiques, de l’administration locale et du secteur public afin d’établir un dialogue public, la prospérité, et un sentiment de sécurité et de l’espoir pour l’avenir. 
Elle est membre du groupe parlementaire multipartite « Marque de l’État : Ukraine ».
Ielyzaveta Iasko est également membre des groupes de coopération interparlementaire avec le Japon, les États-Unis, le Royaume-Uni, l’Arabie saoudite, la Suisse, la France et la Turquie.
Elle interagit activement avec des experts de la société civile, et organise des discussions avec des experts sur la coopération interparlementaire possible et sur l’APCE. Ielyzaveta Iasko participe à la 15ième conférence de « Kyiv Dialogue », sous forme d’un dialogue ouvert avec la participation de l’Ambassadeur allemand en Ukraine, et des députés de la Rada et du Parlement européen.
Elle soutient le développement de la communauté des Roms en Ukraine, et la protection de leurs droits en tant que minorité ethnique. 
Elle est l’autrice des projets de loi suivants : sur les principes de la politique de sanctions de l’Ukraine (5191), et sur les amendements à la Procédure criminelle (5192) et au Code pénal d’Ukraine (5193) ; sur la politique de non-reconnaissance (5165) et les amendements au Code pénal d’Ukraine (5166) ; sur l’assistance aux ressortissants de pays non démocratiques (5194) et les amendements au Code des impôts (5195).
Ielyzaveta Iasko est coprésidente du groupe parlementaire multipartite « Ukraine 603,700 » territoires occupés. Le groupe essaie de réunir les efforts des autorités publiques, des gouvernements régionaux et du secteur public afin de soutenir l’intégrité territoriale de l’Ukraine, et les droits et les libertés des ukrainiens qui habitent les territoires qualifiés de « temporairement occupés ».

### Activités dans l'APCE
Le 17 septembre 2019, Ielyzaveta Iasko est élue présidente de la Délégation ukrainienne à l’Assemblée parlementaire du Conseil de l’Europe.
La Délégation ukrainienne, dirigée par Ielyzaveta Iasko, se nie officiellement à participer à la session d’automne de l’APCE, qui a lieu entre le 30 septembre et le 4 octobre de 2019, pour protester le retour de la Russie dans l’Assemblée pour la première fois depuis la décision du 10 d’avril de 2014 de l’exclure des organes directeurs de l’organisation, sans respecter les résolutions de l’APCE.
Au sujet de la stratégie de la Délégation ukrainienne à l’APCE, de plus de la Crimée, le Donbass et le retour illégitime de la Fédération Russe à l’Assemblée, Ielyzaveta Iasko donne aussi la priorité à un programme positif qui met l’accent sur les droits de l’homme, la migration, les transitions digitales, et la protection des données personnelles.
Elle constate que, « c’est important que la non-reconnaissance de l’occupation de la Crimée soit évidente dans toutes les discussions ».
Le 20 janvier 2020 la délégation tient une réunion avec les chefs des groupes politiques le Parti populaire européen et le Groupe des socialistes, démocrates et verts, pendant laquelle ils discutent de la crise reliée au retour de la Russie à l’APCE. La position de la délégation sur la nouvelle procédure complémentaire en cas de violation grave des obligations statutaires est qu’elle ne doit pas remplacer les sanctions actuelles contre la Fédération Russe. 
Le 27 janvier 2020, Ielyzaveta Iasko et le premier vice-président de la Délégation ukrainienne, Serhiy Sobolev, tienne une réunion avec Marija Pejčinović Burić, la Secrétaire Générale de l’APCE. Pendant la réunion ils discutent de la lutte pour protéger les droits humains, la démocratie en Europe, et les perspectives du programme ukrainien.
Le 31 janvier 2020 la Délégation ukrainienne, ainsi que les délégations des pays Baltic+ et des représentants du Royaume Uni, de l’Islande, de la Moldavie, de la Pologne, de la Slovaquie, et de la Suède signent une déclaration qui condamne la décision de réinstaurer la Délégation russe à l’APCE et qui souligne l’importance d’appliquer les résolutions adoptées dans les années précédentes en rapport avec l’agression russe et la situation concernant les droits de l’homme en Russie.
Le 7 février 2020 elle s’exprime à l’APCE au sujet de l’inadmissibilité de l’impunité de la Russie pour ses violations de la loi internationale et des droits de l’homme, y compris concernant les tatars de Crimée en Crimée occupée.
En tant que présidente de la Délégation ukrainienne à l’APCE, Ielyzaveta Iasko dépose deux propositions de résolutions : « L’effacement progressif de la culture et d’autres menaces pour la culture », et « La polarisation de l’environnement politique comme un danger caché des déplacements des populations ».
À la suite du commencement des manifestations en Biélorussie, Ielyzaveta Iasko publie la Déclaration de Biélorussie, qui condamne la terreur contre les manifestants pacifiques. Plus de 30 députés de l’APCE signent le document, y compris des députés de l’Ukraine, de l’Autriche, du Royaume Uni, du Danemark, de l’Estonie, de la Lettonie, de l’Allemagne, de la Pologne, de la Slovénie et de la Suède.
Le 11 janvier 2021, elle est remplacée à la présidence de la Délégation ukrainienne à l’APCE, mais elle demeure membre de la Délégation.
En janvier 2021, Ielyzaveta Iasko devient membre permanente de la Commission pour le respect des obligations et engagements des États membres du Conseil de l’Europe (commission du suivi).
Le 4 février 2021, Yelyzveta Iasko est élue comme représentante permanente de l’Ukraine au sein de la Commission contre le racisme et l’intolérance.

### Opinions et déclarations politiques
En mars 2020, Ielyzaveta Iasko, ainsi que des collègues du parti Serviteur du Peuple, s’oppose à la création d’un Conseil consultatif dans le cadre du Groupe de contact tripartite de Minsk. Elle affirme que l’établissement d’un Conseil consultatif changerait le format des négociations, puisque la Russie deviendrait observatrice plutôt que participante directe dans le conflit. Elle affirme aussi que cette décision signifierait la reconnaissance des « organisations terroristes » des prétendues Républiques populaires de Donetsk et de Lougansk (les territoires ukrainiens considérés comme temporairement occupés), que la position ukrainienne serait minée en ce qui concerne les décisions des tribunaux internationaux et les possibilités de recevoir une indemnisation pour les dégâts et pertes provoqués par la Russie. Selon Ielyzaveta Iasko, approuver le format du Conseil consultatif risquerait de mener à une défaite pour l’Ukraine sur les plateformes internationales, à la levée des sanctions imposées sur la Russie pendant son agression armée, et à une défaite pour l’Ukraine dans ses efforts pour lutter pour la vérité sur l’agression russe dans la guerre de l’information.
Le 16 mars 2019, avec d’autres députés, Ielyzaveta Iasko signe une lettre adressée au secrétaire du Conseil national de sécurité et de défense d’Ukraine, Oleksiy Danilov, qui demande le licenciement de son conseiller Serhiy Syvokho, en relation avec ses déclarations au sujet du « conflit interne dans le Donbas », qui sont contraires à la loi ukrainienne, dans laquelle la Fédération Russe est reconnue officiellement comme état agresseur contre l’Ukraine.
Avec un groupe de députés du Serviteur du peuple, Ielyzaveta Iasko soutient publiquement le projet de loi numéro 3260, sur des amendements à plusieurs lois ukrainiennes afin d’améliorer certains mécanismes qui réglementent les activités bancaires. Ce projet de loi est identifié comme nécessaire pour la coopération entre l’Ukraine et le FMI, et pour empêcher l’Ukraine de ne pas s’acquitter de ses dettes. Sur son page de Facebook, elle écrit : « Grâce à ce projet de loi il sera impossible de révoquer la décision du Banque nationale d’Ukraine sur la nationalisation/liquidation de banques et l’indemnisation injuste de leurs anciens propriétaires. »
Elle est auteure ou coauteure de projets de loi sur l’octroi du statut de participant dans le conflit aux volontaires, sur les principes éthiques des députés, sur la création de l’Agence nationale d’Ukraine pour surmonter les conséquences de l’agression armée de la Fédération Russe, sur la régulation transparente du lobbying, sur l’amélioration de l’efficacité de l’application des lois anti-corruption, et sur la parité.
Ielyzaveta Iasko est l’une des initiateurs du projet de loi qui fait appel aux parlements des autres pays et aux assemblées parlementaires des organisations internationales de condamner l’agression armée de la Russie et les violations des droits de l’homme en Crimée. Elle est aussi l’une des initiateurs des déclarations de la Rada sur la non-reconnaissance de la légitimité des prétendues élections en Crimée et à Sébastopol, et sur l’inadmissibilité de rétablir la distribution d’eau à grande échelle le long du Canal de Crimée du Nord, jusqu’à la Crimée occupée.
Elle a son propre blog sur le site de « Ukrayinska Pravda ».

### Activités sociales
Pendant ses études à l’Université nationale Taras-Chevtchenko de Kiev (2008-2014) elle s’engage dans la vie culturelle de l’université et assume plusieurs rôles de responsabilité.
Ielyzaveta Iasko gagne des prix pour ses articles de recherche à des conférences étudiantes sur les relations internationales et les sciences politiques. Elle donne des discours sur des thèmes tels que « La sécurité culturelle dans le système d’État de sécurité nationale », « La sécurité culturelle comme outil de développement de l’État », « La musique comme moyen de manipulation politique », et « La musique comme moyen de control socio-politique ».
En 2011, 2012 et 2013 elle est boursière du programme national pour les jeunes dirigeants, « Zavtra.UA ». Elle participe à plusieurs projets sociaux et fonde le projet socio-culturel « Play for Change », dont le but est d’attirer l’attention des jeunes aux problèmes sociaux actuels qui sont reliés au développement personnel, l’éducation, les droits de l’homme et l’importance de prendre une attitude active dans la vie.
En 2013 et 2014 elle soutient activement la Révolution de la Dignité. Elle est connue pour avoir joué au piano sur les barricades qui s’étaient construites entre les manifestantes et les Berkout.
Entre 2014 et 2015 elle est boursière du Forum européen d’Alpbach. Elle s’exprime au Forum sur les rêves de l’Ukraine.
En 2014 elle représente l’Ukraine dans un programme international pour les jeunes dirigeants au Forum international de Clinton Global Initiative University.
En 2015 elle est co-organisatrice et scénariste pour un concert qui a lieu en collaboration avec le ministère des Affaires étrangères en soutien aux prisonniers du Kremlin.
La même année, Ielyzaveta Iasko fonde la start-up « Kyiv Music Labs », qui fait la promotion de la musique ukrainienne et qui soutiennent les musiciens ukrainiens.
Elle est membre de l’initiative suisse pour la paix « Caux Initiative of Change ». En 2016 Ielyzaveta Iasko participe au « Caux Scholars Programme », un programme éducatif dont le but est d’étudier et d’analyser les conflits, la justice transitoire et le maintien de la paix. En 2018 et 2019 elle est co-organisatrice de la conférence annuelle « Caux Dialogue on Land and Security ».
En 2018 et 2019 Ielyzaveta Iasko et membre de la plateforme politique libérale « Cent européen ».
Le 17 octobre 2020 elle lance Yellow Blue Strategy Fund. Le site internet du fonds déclare que c’est un fonds pour la promotion culturelle de l’Ukraine et de la liberté, et que la mission du fonds est de soutenir l’intégration culturelle ukrainienne et de la promouvoir dans le monde.
L’organisation soutient la communication culturelle des régions ukrainiennes et la promotion efficace et de haute qualité de l’Ukraine dans le monde.
Les projets du fonds :
- L’Orchestre international de la liberté, un orchestre qui se compose de jeunes musiciens ukrainiens, et dont le but est de faire la promotion de l’Ukraine comme pays où la liberté est prisée avant tout.
- Yellow Blue Nights, des soirées de l’art et la gastronomie ukrainiennes, et de créer des contacts.

Le 6 janvier 2021, Ielyzaveta Iasko présente un projet musical festif, « Les Sons de l’Ukraine » dont l’objectif est de réunir le pays. C’est un programme concerté entre Yellow Blue Strategy et la chaîne Ukraine 24, dans lequel l’Orchestre international de la liberté joue des chants de Noël et du nouvel an arrangés dans un style jazz. Le but du projet est de permettre aux ukrainiens d’écouter les sons et les styles musicaux des régions différentes, et de promouvoir la communication culturelle entre les régions.
Les comédiens qui participent au projet comprennent Khrystyna Soloviy, TAYANNA, Jerry Heil, ANTITILA, ALYOSHA, Oleh Skrypka et ‘Vopli Vidoplyasova’, Anastasiia Bahinska, PIANOBOY, The Alibi Sisters, Elzara Batalova, Akhtem Seitablaev, et Ielyzaveta Iasko.
L’émission originale « Les Sons de l’Ukraine », que présente Ielyzaveta Iasko avec Oleksiy Burlakov, est diffusée pour la première fois sur Ukraine 24 le 8 février 2021. L’émission a comme but de démontrer la diversité, et la singularité historique et culturelle des villes et régions françaises. Comme partie de la série, des émissions sont diffusées sur Kiev, Jytomyr et Dnipro, Ternopil et Marioupol, et la Crimée.

### Faits intéressants
- Ielyzaveta Iasko est la première ukrainienne diplômée d’un master du Blavatnik School of Government, l’Université d’Oxford.
- Elle a écrit les paroles et la musique de l’hymne de la Faculté de Philosophie de l’Université nationale Taras-Chevtchenko de Kiev
- L’Ukraine gagne le premier prix au Festival international de la créativité pour la première fois de son histoire pour un projet que produit Ielyzaveta Iasko, « Témoin ».
- Elle collecte des fonds pendant trois ans pour ses études à Oxford, et plus de 50 donateurs la soutiennent. Elle reçoit des subventions de plusieurs programmes de bourses (Worldwide Studies, Seed Grant) et elle collecte des fonds aussi grâce au financement participatif.
- Ielyzaveta Iasko a reçu une formation musicale professionnelle en piano et en composition. Elle est compositrice de plus de 50 compositions et morceaux.
- Elle figure dans le documentaire « Presque adulte. Journal d’une personne de vingt ans ».
- En mars 2020 elle figure parmi les femmes dans la liste de NV des « 100 ukrainiennes qui ont réussi le plus », et elle est numéro 7 dans la catégorie de la politique.
- Selon un sondage de l’ONG « Prisme ukrainienne », elle est la deuxième députée la plus active en ce qui concerne la défense des intérêts ukrainiens à l’étranger.